# Lurex

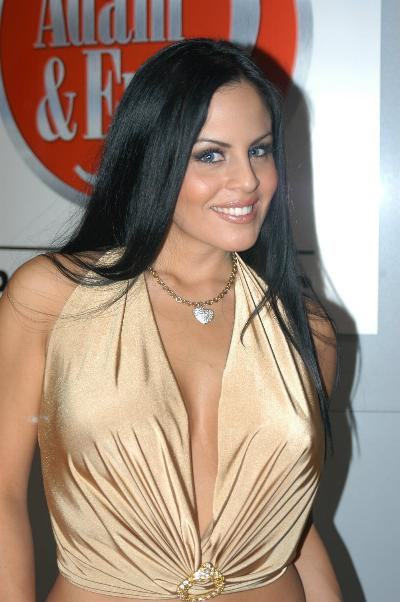
Een top waarin lurex is verwerkt

Lurex is een textielvezel, bestaande uit goud-, zilver- of bronskleurig metaalgaren. Deze industrieel vervaardigde vezel werd in de 20e eeuw ontwikkeld en wordt vooral toegepast in de kledingindustrie. In jurken en blouses, maar ook veelvuldig in badkleding en in lingerie (korsetten, jarretellengordels, beha's) wordt lurex gebruikt.